# Marek Sierocki
Marek Ryszard Sierocki (ur. 27 lipca 1959 w Zielonce) – polski dziennikarz, konferansjer, piosenkarz i akordeonista.
Dyrektor artystyczny festiwali w Opolu i Sopocie. W latach 1986–2023 prowadzący działu muzycznego w Teleexpressie. Członek Rady Akademii Fonograficznej ZPAV kadencji 2011–2012, w sekcji muzyki rozrywkowej. Scenarzysta i reżyser dwóch filmów dokumentalnych zrealizowanych dla Telewizji Polskiej: Romuald Lipko - niezapomniane melodie (2025) i Jerzy Duduś Matuszkiewicz - wspomnienie (2025).

## Życiorys
W 1980 został DJ-em w klubie „Hybrydy”. W 1985 zadebiutował jako konferansjer, prowadząc  Festiwal Młodzieży i Studentów w Moskwie.
Od połowy lat 80. do grudnia 2023 był prezenterem muzycznym Teleexpressu. W latach 1991–1997 był redaktorem naczelnym polskiej edycji magazynu „Bravo”.  W latach 90. nagrał kilka duetów w nurcie eurodance i disco polo, m.in. z Markiem Hojdą pt. „Całuj mnie”. Występował też z przedstawicielami tych gatunków muzycznych, m.in. Marcinem Millerem na wspólnych koncertach. W drugiej połowie lat 90. koncertował gościnnie z kabaretem OT.TO, rapując do kilku piosenek.
W latach 2000–2004 był szefem Redakcji Rozrywki TVP1 oraz dyrektorem artystycznym Krajowego Festiwalu Piosenki Polskiej w Opolu i Międzynarodowego Festiwalu Piosenki w Sopocie. W latach 2007–2019 współpracował z radiem Vox FM. W 2011 wystąpił na Śląskiej Gali Biesiadnej, podczas której wraz z Anną Popek i Marcinem Kindlą zaśpiewał kilka piosenek, a także grał na akordeonie. W marcu 2012 zaczął prowadzić autorski program Video Mix na antenie Polo TV. Premierowe odcinki tej audycji powstawały do 2015. W kwietniu 2012 poprowadził koncert „Solidarni z Białorusią”, który był retransmitowany później przez kanał Biełsat TV.
W 2012 otrzymał nagrodę ZAiKS-u za popularyzację polskiej twórczości rozrywkowej. Postanowieniem Prezydenta RP Bronisława Komorowskiego z 3 października 2013 został odznaczony Złotym Krzyżem Zasługi za „zasługi dla rozwoju telewizji publicznej, za osiągnięcia w pracy zawodowej i działalności społecznej”.
W latach 2013–2014 prowadził autorski program W rytmie disco na antenie TVP Rozrywka. W stacji tej został również gospodarzem cyklów Sylwester z Europą oraz Sierocki na lato. W latach 2018–2019 był jednym z prowadzących odbywającego się w Kielcach w sezonie letnim Festiwalu Muzyki Tanecznej, który transmitowany był przez TVP2 i TVP Polonię. Od 29 września 2018 do 31 sierpnia 2019 prowadził program TVP2 Sierocki na sobotę, w którym były emitowane teledyski oraz fragmenty koncertów wykonawców muzyki disco polo i szeroko rozumianego gatunku dance, a wszystko opatrzone komentarzami Sierockiego. 2 września 2019 dołączył do redakcji Radia Plus, dla którego prowadzi programy: Prywatka z Radiem Plus, Przebojowa poczta Marka Sierockiego i Muzyczny Alfabet Marka Sierockiego.
Od 2020 jest ponownie dyrektorem artystycznym Krajowego Festiwalu Piosenki Polskiej w Opolu, nadawanego przez Telewizję Polską, jak i scenarzystą niektórych odbywających się tam wydarzeń artystycznych. Również od 2020 współprowadził wybrane koncerty odbywające się podczas tego festiwalu.  Był wielokrotnym członkiem jury polskich preselekcji do Konkursu Piosenki Eurowizji. W latach 2021–2023 wraz z Aleksandrem Sikorą komentował na antenach TVP1 i TVP Polonia półfinały i finały Konkursu Piosenki Eurowizji oraz Konkurs Piosenki Eurowizji Junior. Od 2 stycznia do 19 czerwca 2021 na antenie TVP2 emitowany był jego autorski magazyn Hity wszech czasów, w którym prezentował przeboje muzyki rozrywkowej z lat 60., 70. i 80. XX wieku. W latach 2021–2023 był prowadzącym programu rozrywkowego Szansa na sukces. Od marca do końca sierpnia 2023 prowadził na antenie TVP Polonia autorski program Top 3 Marka Sierockiego, w którym opowiadał historię trzech piosenek. W czerwcu tego samego roku został współprowadzącym wybranych koncertów z cyklu Polskie Biesiady, nadawanych przez TVP2. W 2023 telewizyjna "Dwójka" emitowała show rozrywkowe Rytmy Dwójki, którego był współprowadzącym. 
30 grudnia 2023 media obiegła informacja, że został zwolniony z Telewizji Polskiej po 37 latach nieprzerwanej pracy dla tego medium. Sam zainteresowany potwierdził te doniesienia. Decyzja ta spotkała się z dużą krytyką i niezrozumieniem widzów, a także środowiska dziennikarskiego, głównie tego z branży muzycznej. Po fali krytyki, jaka spadła na TVP, dzień później dyrektor generalny nadawcy, Tomasz Sygut, zadzwonił do Sierockiego i zaproponował mu spotkanie w styczniu 2024, na którym omówili szczegóły dalszej współpracy dziennikarza z mediami publicznymi – ustalono, że Sierocki nie wróci do pracy w Teleexpressie i Szansie na sukces. Od marca 2024 w TVP2 prowadzi program informacyjno-muzyczny To jest grane.
Podczas 62. Krajowego Festiwalu Piosenki Polskiej w Opolu był jednym z jurorów koncertu Debiuty.
Autor m.in. książki Gwiazdy pop & rock oraz publikacji o zespole Depeche Mode.

## Życie prywatne
Jest żonaty z Urszulą, z którą ma syna Macieja. Przeszedł nowotwór prostaty.

## Dyskografia

### Kompilacje
Opracowano na podstawie materiału źródłowego.
| - 2010: Marek Sierocki przedstawia: I Love Italia – 2x platynowa płyta - 2010: Marek Sierocki przedstawia: I Love Latino – platynowa płyta - 2011: Marek Sierocki przedstawia: I Love Polska – 3x platynowa płyta - 2011: Marek Sierocki przedstawia: I Love Summer - 2011: Marek Sierocki przedstawia: I Love France – platynowa płyta - 2012: Marek Sierocki przedstawia: I Love Disco! - 2012: Marek Sierocki przedstawia: I Love Ballads – złota płyta - 2012: Marek Sierocki przedstawia: I Love 80's – 2x platynowa płyta - 2012: Marek Sierocki przedstawia: I Love Christmas – platynowa płyta - 2012: Marek Sierocki przedstawia: I Love Italia Volume 2 – złota płyta - 2012: Marek Sierocki przedstawia: I Love Europe – złota płyta - 2013: Marek Sierocki przedstawia: I Love Party - 2013: Marek Sierocki przedstawia: I Love Polska 2 – złota płyta - 2013: Marek Sierocki przedstawia: I Love 90's - 2013: Marek Sierocki przedstawia: I Love Espana - 2013: Marek Sierocki przezentuje: Markowy Mix Przebojów - 2013: Marek Sierocki przedstawia: I Love...Kolekcja - 2013: Marek Sierocki przedstawia: I Love Rock'n' Roll - 2014: Marek Sierocki przedstawia: I Love Film - 2014: Marek Sierocki przedstawia: I Love Latino. Volume 2 - 2014: Marek Sierocki przedstawia: I Love Depeche Mode - 2014: Marek Sierocki przedstawia: I Love Daft Punk - 2014: Marek Sierocki przedstawia: I Love 70's - 2014: Marek Sierocki prezentuje: Italo Disco - 2014: Marek Sierocki przedstawia: I Love Christmas. Volume 2 - 2014: Marek Sierocki przedstawia: I Love Italia - The Best of - 2015: Marek Sierocki przedstawia: I Love Polska 3 - 2015: Marek Sierocki prezentuje: Euro Disco - 2015: Marek Sierocki przedstawia: I Love 60's - 2015: Marek Sierocki przedstawia: I Love Wakacje - 2015: Marek Sierocki przedstawia: I Love France - The Best of - 2015: Marek Sierocki przedstawia: I Love Swingin' Again - 2015: Marek Sierocki przedstawia: I Love 80's. Volume 2 - 2015: Marek Sierocki prezentuje: Euro Dance - 2015: Marek Sierocki przedstawia: Swingin' Christmas - 2015: Marek Sierocki przedstawia: I Love Duets - 2015: Domówka z Markiem Sierockim - 2016: Domówka z Markiem Sierockim. Volume 2 - 2016: Marek Sierocki przedstawia: I Love Italian Ballads - 2016: Marek Sierocki przedstawia: Swingin' Again. Volume 2 - 2016: Teleexpress. 30 lat minęło (oraz Maciej Orłoś) - 2016: Domówka z Markiem Sierockim. Volume 3 - 2016: Marek Sierocki przedstawia: I Love Reggae - 2016: Marek Sierocki przedstawia: I Love Polska. Volume 4 - 2016: Marek Sierocki przedstawia: Swingin' Again. Volume 3 - 2016: Domówka z Markiem Sierockim. Volume 4 - 2016: Marek Sierocki przedstawia: I Love France (Tylko hity) vol. 1 – złota płyta - 2016: Marek Sierocki przedstawia: I Love Christmas (Tylko hity) – złota płyta - 2017: Sound Cafe. Volume 2 - 2017: Marek Sierocki przedstawia: I Love Hits for Kids - 2017: Marek Sierocki przedstawia: I Love Folk - 2017: Marek Sierocki przedstawia: I Love Hot Hits - 2017: Marek Sierocki przedstawia: Swingin' Again 4 - 2017: Marek Sierocki przedstawia: I Love Tango - 2018: Marek Sierocki przedstawia: I Love the Best - 2018: Marek Sierocki przedstawia: I Love Ladies - 2018: Marek i Marek Niedźwiecki Sierocki (oraz Marek Niedźwiecki) - 2018: Marek Sierocki przedstawia: I Love Italia. Volume 3 - 2019: Marek Sierocki przedstawia: I Love 80's. Volume 3 - 2019: Marek Sierocki przedstawia: I Love Ballads. Volume 2 - 2019: Marek Sierocki przedstawia: I Love 90's. Volume 2 - 2019: Marek Sierocki przedstawia: I Love 2000's - 2019: Marek Sierocki przedstawia: I Love Film. Volume 2 - 2020: Marek Sierocki przedstawia: I Love 70's Disco - 2020: Marek Sierocki przedstawia: I Love 80's Disco - 2020: Marek Sierocki przedstawia: I Love Polska. Volume 5 - 2020: Marek Sierocki przedstawia: I Love 90's. Volume 3 - 2020: Marek Sierocki przedstawia: I Love 2010's - 2020: Marek Sierocki przedstawia: I Love Christmas Hits - 2021: Marek Sierocki przedstawia: I Love Disco Italy - 2021: Marek Sierocki przedstawia: I Love 90's Disco - 2021: Marek Sierocki przedstawia: I Love 2000's Volume 2 - 2021: Marek Sierocki przedstawia: I Love Disco Espana - 2021: Marek Sierocki przedstawia: I Love 80's Volume 4 - 2022: Marek Sierocki przedstawia: I Love 80's Volume 5 - 2022: Marek Sierocki przedstawia: I Love Fiesta - 2022: Marek Sierocki przedstawia: I Love 90's Volume 4 - 2022: Marek Sierocki przedstawia: I Love UK |

## Filmografia
- „Nakręceni, czyli szołbiznes po polsku” (2003, reżyseria: Sylwester Latkowski)
- „Pan Kleks w kosmosie” cz. 1. "Porwanie Agnieszki" (1988, reżyseria: Krzysztof Gradowski)

Ponadto w 2025 roku powstały dwa filmy dokumentalne, których był reżyserem i scenarzystą wraz z Mariuszem  Cieślikiem. Pierwszy z nich to  Romuald Lipko - niezapomniane melodie, a drugi Jerzy Duduś Matuszkiewicz - wspomnienie.

## Publikacje

### Książki
- 1991: Depeche Mode[64]
- 1992: Gwiazdy Pop & Rock
- 2014: Alfabet muzyczny: od ABBY do Zucchero (oraz Witold Górka)[65]